# Кардозо (Лука)
Кардозо је насеље у Италији у округу Лука, региону Тоскана.
Према процени из 2011. у насељу је живело 400 становника. Насеље се налази на надморској висини од 379 м.